# Înot sincron la Jocurile Olimpice de vară din 2016
Probele sportive de înot sincron la Jocurile Olimpice de vară din 2016 se vor desfășura în perioada 15-20 august 2016 la Centrul Acvatic „Maria Lenk”. Un total de 104 atleți sunt așteptați să concureze în 2 probe: înot sincron pe echipe și în duet. 

## Calificări
Pentru competițiile pe echipă, cele mai bune clasate Comitete Olimpice Naționale în fiecare dintre cele cinci campionate continentale, cu excepția țării gazdă Brazilia, care va reprezenta continentul american Pan, obțin un loc pentru Jocurile Olimpice, în timp ce pentru cele trei locuri rămase se vor califica cele mai bune 3 țări clasate la turneul de calificare olimpic. Pentru duet, Comitetele Naționale cel mai bine clasate în fiecare dintre cele cinci campionate continentale care nu au o echipă calificată vor avea un loc asigurat, în timp ce celelalte unsprezece Comitete Olimpice vor fi selectate prin intermediul turneului de calificare olimpic. Toate cele opt Comitete Olimpice care s-au calificat deja în proba pe echipe trebuie să selecteze automat două înotătoare pentru proba de duet.

## Sumar calificare
| Națiune      | Echipă | Perechi | Sportivi |
| ------------ | ------ | ------- | -------- |
| Brazilia     | X      | X       | 9        |
| Canada       |        | X       | 2        |
| Rusia        | X      | X       | 9        |
| Ucraina      |        | X       | 2        |
| Total: 4 CON | 2      | 4       | 22       |

## Medalii

### Rezultate
| Probă           | Aur | Argint | Bronz |
| Perechi Detalii | Natalia Ișcenko · și Svetlana Romașina · Rusia (RUS) | Huang Xuechen · și Sun Wenyan · China (CHN)                                                                                      | Yukiko Inui · și Risako Mitsui · Japonia (JPN) |
| Echipe Detalii  | Rusia (RUS) · Vlada Chigireva · Natalia Ișcenko · Svetlana Kolesnicenko · Aleksandra Pațkevici · Svetlana Romașina · Alla Șișkina · Maria Șurocikina · Gelena Topilina · Elena Prokofieva | China (CHN) · Gu Xiao · Guo Li · Li Xiaolu · Liang Xinping · Sun Wenyan · Tang Mengni · Yin Chengxin · Zeng Zhen · Huang Xuechen | Japonia (JPN) · Aika Hakoyama · Yukiko Inui · Kei Marumo · Risako Mitsui · Kanami Nakamaki · Mai Nakamura · Kano Omata · Kurumi Yoshida · Aiko Hayashi |

### Clasamentul pe țări
| Loc   | Țară    | Aur | Argint | Bronz | Total |
| ----- | ------- | --- | ------ | ----- | ----- |
| 1     | Rusia   | 2   | 0      | 0     | 2     |
| 2     | China   | 0   | 2      | 0     | 2     |
| 3     | Japonia | 0   | 0      | 2     | 2     |
| Total | Total   | 2   | 2      | 2     | 6     |